# Ocnophila
Ocnophila is een geslacht van Phasmatodea uit de familie Diapheromeridae. De wetenschappelijke naam van dit geslacht is voor het eerst geldig gepubliceerd in 1907 door Karl Brunner-von Wattenwyl.

## Soorten
Het geslacht Ocnophila omvat de volgende soorten:
- Ocnophila acanthonota Günther, 1930
- Ocnophila aculeata Brunner von Wattenwyl, 1907
- Ocnophila armata Brunner von Wattenwyl, 1907
- Ocnophila auritus (Rehn, 1905)
- Ocnophila borellii (Giglio-Tos, 1898)
- Ocnophila brevifemur Brunner von Wattenwyl, 1907
- Ocnophila capitata Brunner von Wattenwyl, 1907
- Ocnophila ciliata Brunner von Wattenwyl, 1907
- Ocnophila cornuta Brunner von Wattenwyl, 1907
- Ocnophila fortior Brunner von Wattenwyl, 1907
- Ocnophila illegitima Brunner von Wattenwyl, 1907
- Ocnophila imbellis Brunner von Wattenwyl, 1907
- Ocnophila inaequalis Brunner von Wattenwyl, 1907
- Ocnophila inconspicua Brunner von Wattenwyl, 1907
- Ocnophila integra Brunner von Wattenwyl, 1907
- Ocnophila iphicla (Westwood, 1859)
- Ocnophila meditans Brunner von Wattenwyl, 1907
- Ocnophila nana Shelford, 1913
- Ocnophila nattereri Brunner von Wattenwyl, 1907
- Ocnophila oryx (Westwood, 1859)
- Ocnophila pedestris Brunner von Wattenwyl, 1907
- Ocnophila poeyi (Bolívar, 1888)
- Ocnophila ramulus (Giglio-Tos, 1898)
- Ocnophila riveti Shelford, 1913
- Ocnophila scops (Kaup, 1871)
- Ocnophila signatior Brunner von Wattenwyl, 1907
- Ocnophila submutica Brunner von Wattenwyl, 1907
- Ocnophila tuberculata Brunner von Wattenwyl, 1907
- Ocnophila willemsei Günther, 1935